# Chalong Ratchadham (линия метро, Бангкок)
Сиреневая линия метро носит официальное название Ротфайфамаханакхон Сайчалонграттхам (англ. MRT Chalong Ratchadham line, тайск: รถไฟฟ้ามหานคร สายฉลองรัชธรรม) — одна из двух линий метро системы MRT, расположенная в Бангкоке и провинции Нонтхабури. 

## Описание
Линия получила свое название в честь 70-летнего юбилея восхождения на трон его величества короля Рамы IX. Первый участок состоит из 16 станций (PP01 - PP16), имеет станцию пересадки на  MRT  и протянулся на 23 километра от района Бангсы на северо-запад, в Нонтхабури. Депо находится около станции Khlong Bang Phai. 

### Подвижной состав
21 состав (по 3 вагона) метро курсирует по всей протяженности линии, расположенной над землей. Максимальная скорость 80 км/ч, средняя скорость 32 км/ч. Поезда могут быть состыкованы по два, вместимость 3-вагонного поезда - 880 пассажиров. Поставщиком поездов стала японская компания J-Trec, а контракт на 10 лет на обслуживание получила компания JTT, совместное предприятие  JR East, Marubeni Corp., Toshiba Corp. Это первый случай поставки японских поездов в Бангкок. Используются поезда J-TREC Sustina, с питанием от контактного рельса 750V постоянного тока, однако моторы переменного тока работают через инвертор. Габариты вагона: длина - 21,34м, ширина - 2,99м, высота - 3,89м. 

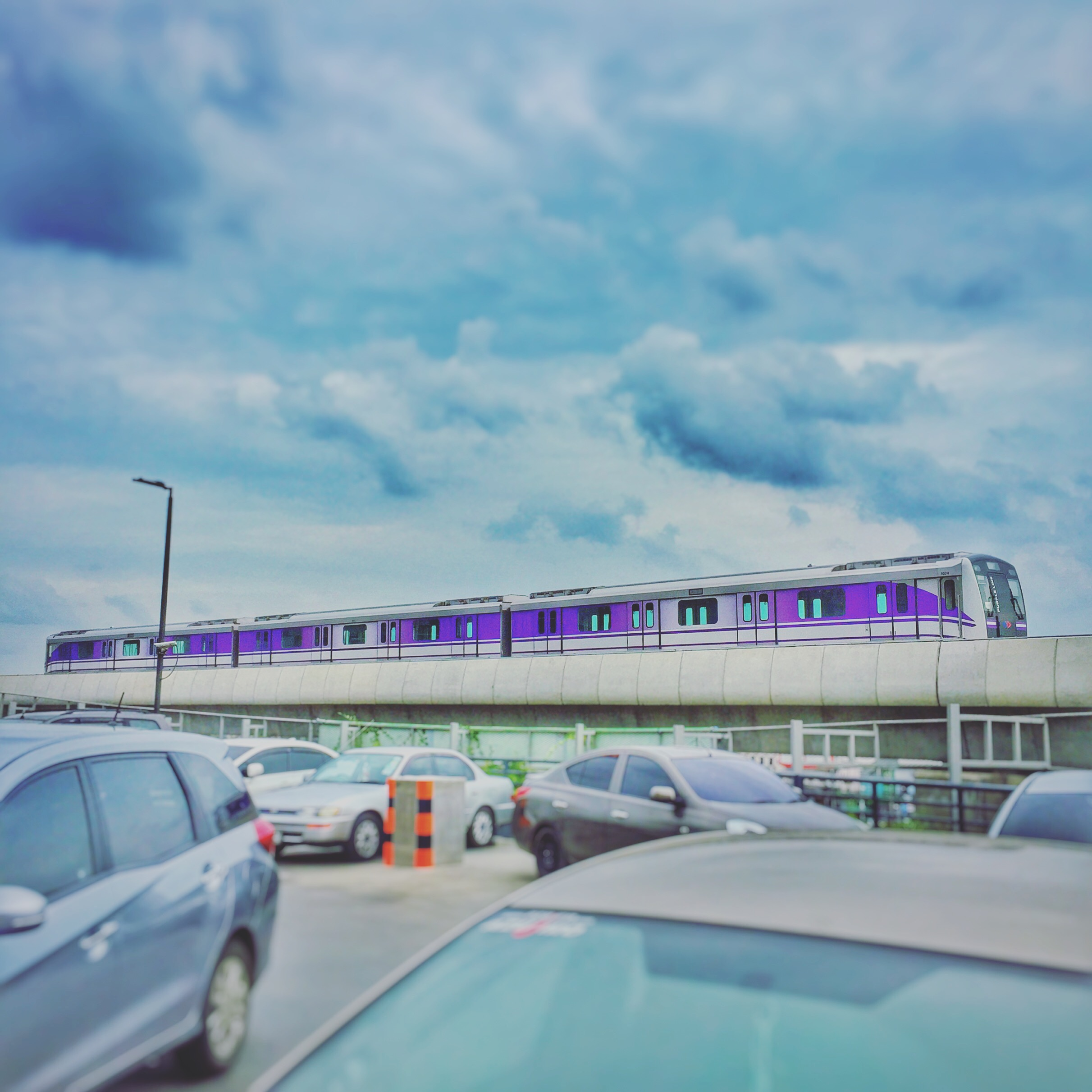
Вешний вид состава
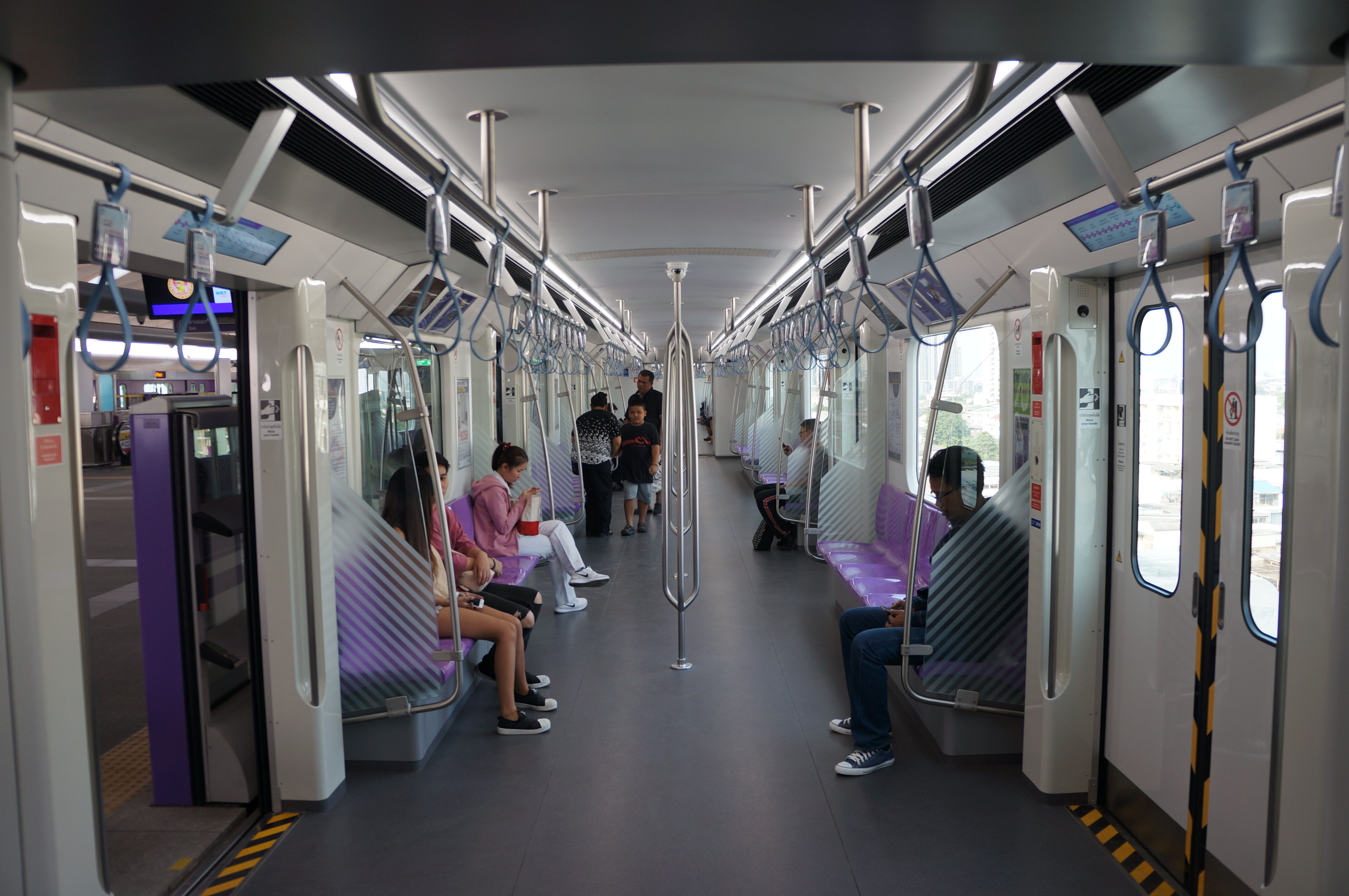
Интерьер

## История
Строительство линии было начато в сотрудничестве Mass Rapid Transit Authority (MRTA) и Bangkok Metro Company Limited (BMCL), впоследствии вошедшей в Bangkok Express Metro plc (BEMplc) на условиях концессии. Инвестиции в запуск линии составили 61616 миллионов батов из разных источников финансирования. Государство оплатило выкуп земель - 8283 миллионов батов, строительные работы - 38398 миллионов батов, консультационные услуги (проектные работы) 1692 миллионов батов. Частный сектор - 13243 миллионов батов за M&E сектор (подвижной состав, сигнальная система, система сбора платежей, системы коммуникации).
Концессионный договор (PPP Gross Cost) подразумевает, что 30 лет (2013-2043) после начала строительства BEMplc обеспечивает O&M (управляет линией и поддерживает ее в удовлетворительном состоянии). Государство в лице MRTA оплачивает эти услуги по договору и выплачивает дополнительную премию. Государство за 10 лет после начала эксплуатации также обязуется компенсировать все первоначальные инвестиции, совершенные BEMplc. Государство в лице MRTA получает всю выручку от деятельности линии. 
Фиолетовая линия была открыта 6 августа 2016 года.

## Станции
Все станции первой очереди линии находятся над уровнем земли, доступ осуществляется по эскалаторам и лестницам. На первом надземном этаже находятся автоматы по продаже билетов, торговые киоски, турникеты. На следующем уровне находится платформа и пути. На всех станциях линии установлены автоматические платформенные ворота. Платформы рассчитаны на обслуживание 6-вагонных поездов.
| Код | Дата открытия  | Название                      | Название                  | Название        | Изображение             | Дист. (км) | Кол-во платформ | Пересадка                           | Район           | Район      |
| Код | Дата открытия  | русское                       | английское                | тайское         | Изображение             | Дист. (км) | Кол-во платформ | Пересадка                           | Район           | Район      |
| --- | -------------- | ----------------------------- | ------------------------- | --------------- | ----------------------- | ---------- | --------------- | ----------------------------------- | --------------- | ---------- |
|     |                |                               |                           |                 |                         |            |                 |                                     |                 |            |
|     | 6 августа 2016 | Кхлонг Бангпхай               | Khlong Bang Phai          | คลองบางไผ่       | Khlong Bang Phai        | -          | 2               |                                     | Bang Bua Thong  | Нонтхабури |
|     | 6 августа 2016 | Талат Бангйай                 | Talad Bang Yai            | ตลาดบางใหญ่      | Talad Bang Yai          | 1.27       | 2               |                                     | Bang Bua Thong  | Нонтхабури |
|     | 6 августа 2016 | Сам Йэк Бангйай               | Sam Yaek Bang Yai         | สามแยกบางใหญ่    | Sam Yaek Bang Yai       | 1.56       | 2               |                                     | Bang Bua Thong  | Нонтхабури |
|     | 6 августа 2016 | Бангпхлу                      | Bang Phlu                 | บางพลู           | Bang Phlu               | 1.57       | 2               |                                     | Bang Bua Thong  | Нонтхабури |
|     | 6 августа 2016 | Бангракйай                    | Bang Rak Yai              | บางรักใหญ่        | Bang Rak Yai            | 1.20       | 2               |                                     | Bang Bua Thong  | Нонтхабури |
|     | 6 августа 2016 | Бангракной-Тхаит              | Bang Rak Noi Tha It       | บางรักน้อย-ท่าอิฐ   | Bang Rak Noi Tha It     | 1.25       | 2               |                                     | Мыанг Нонтабури | Нонтхабури |
|     | 6 августа 2016 | Сайма                         | Sai Ma                    | ไทรม้า           | Sai Ma                  | 1.25       | 2               |                                     | Мыанг Нонтабури | Нонтхабури |
|     | 6 августа 2016 | Мост Пхра Нангклао            | Phra Nangklao Bridge      | สะพานพระนั่งเกล้า  | Sai Ma                  | 1.47       | 2               |                                     | Мыанг Нонтабури | Нонтхабури |
|     | 6 августа 2016 | Йэк Нонтхабури 1              | Yaek Nonthaburi 1         | แยกนนทบุรี 1      | Yaek Nonthaburi         | 1.63       | 2               |                                     | Мыанг Нонтабури | Нонтхабури |
|     | 6 августа 2016 | Бангкрасо                     | Bang Krasor               | บางกระสอ        |                         | 1.26       | 2               |                                     | Мыанг Нонтабури | Нонтхабури |
|     | 6 августа 2016 | Общественный центр Нонтхабури | Nonthaburi Civic Center   | ศูนย์ราชการนนทบุรี  | Nonthaburi Civic Center | 0.90       | 2               | MRL (строится), MRT (запланировано) | Мыанг Нонтабури | Нонтхабури |
|     | 6 августа 2016 | Министерство здравоохранения  | Ministry of Public Health | กระทรวงสาธารณสุข |                         | 1.79       | 2               |                                     | Мыанг Нонтабури | Нонтхабури |
|     | 6 августа 2016 | Йэк Тиванон                   | Yaek Tiwanon              | แยกติวานนท์       |                         | 1.20       | 2               |                                     | Мыанг Нонтабури | Нонтхабури |
|     | 6 августа 2016 | Вонгсаванг                    | Wong Sawang               | วงศ์สว่าง         |                         | 1.72       | 2               |                                     | Банг Сы         | Бангкок    |
|     | 6 августа 2016 | Бангсон                       | Bang Son                  | บางซ่อน          | Bang Son                | 1.29       | 2               | SRT                                 | Банг Сы         | Бангкок    |
|     | 6 августа 2016 | Таупун                        | Tao Poon                  | เตาปูน           | Tao Poon                | 1.58       | 4               | MRT                                 | Банг Сы         | Бангкок    |

## Описание деятельности

### Режим эксплуатации
Линия открыта с 5-30 по будням и с 6-00 по выходным. Закрывается в 12-00. Поезда ходят каждые 6 минут в часы пик и каждые 10 минут в остальное время.

### Тарифная система
Суммарная стоимость проезда складывается из стартового платежа (flag fall charge) за пользование линией и платежа за перемещение между станциями. В 2023 году стартовый платеж составляет 14 бат, доплата за перемещение между станциями составляет от 2 до 28 бат по тарифной сетке. Если пассажир осуществляет пересадку с  MRT , то стартовый платеж будет возвращен на баланс платежного инструмента в период до трех суток, при условии использования одного и того же инструмента платежа для входа и выхода на всех линиях. Для оплаты принимаются в том числе бесконтактные платежные карты (EMV contactless). На линии действуют социальные льготы.

### Пассажиропоток
Владельцы линии предполагали, что в первый год работы пассажиропоток составит 200 000 человек в день, а в 2019 может достигнуть 400 000 человек в день.
На этой линии отмечался стремительный рост количества пассажиров в день, с 25 тыс. человек в сутки в конце 2016 — начале 2017 года, до 50 тыс. человек в сутки в середине 2017 года. До начала эпидемии Covid-19 в 2020-м году пассажиропоток составлял около 75 000 человек в сутки. В декабре 2021 года ежедневно линия перевозила 37 000 человек в сутки, после чего начался рост пассажиропотока. Суммарный пассажиропоток за 2022 год составил 11 605 425 человек.

## Развитие

### Южное расширение
Утверждено строительство участка "Тао Пун — Пхра-прадэнг", протяженностью 23.6 км. Открытие планируется в 2022 году. 10 станций на отрезке в 12,6 км будут подземными и 7 станций на надземном участке длиной 11 км.
Однако 11 марта 2022 года лишь состоялось подписание контрактов на строительство. Было выделено 5 участков строительства. Срок - 2005 дней. 
1. Tao Poon - National Library (CKST-PL Joint Venture - 19,4 миллиарда батов),
2. National Library - Phan Fa (CKST-PL Joint Venture - 15,8 миллиарда батов),
3. Phan Fa - Memorial Bridge (ITD-NWR Joint Venture - 15,1 миллиарда батов),
4. Memorial Bridge - Dao Khanong (Unique Engineering - 14,9 миллиарда батов),
5. Dao Khanong - Khru Nai (Italian‑Thai - 13 миллиарда батов).

Контракт на прокладку рельсов также получил Italian‑Thai (3,5 миллиарда батов). Новая дата открытия - 2027 год.
| Код  | Плини-руемая дата открытия | Название                | Название         | Название    | Дистанция             | Станция   | Примечание | Район         |
| Код  | Плини-руемая дата открытия | на русском              | на английском    | на тайском  | Дистанция             | Станция   | Примечание | Район         |
| ---- | -------------------------- | ----------------------- | ---------------- | ----------- | --------------------- | --------- | ---------- | ------------- |
|      |                            |                         |                  |             |                       |           |            |               |
| PP17 | 2027 год                   | Здание Парламента       | Parliament House | รัฐสภา       | 1.986 (from Tao Poon) | подземная |            | Дусит         |
| PP18 | 2027 год                   | Срийан                  | Sri Yan          | ศรีย่าน       | 1.194                 | подземная |            | Дусит         |
| PP19 | 2027 год                   | Больница Вачира         | Vajira Hospital  | วชิรพยาบาล   | 0.931                 | подземная |            | Дусит         |
| PP20 | 2027 год                   | Национальная библиотека | National Library | หอสมุดแห่งชาติ | 0.837                 | подземная |            | Дусит         |
| PP21 | 2027 год                   | Бангкхунпхром           | Bang Khun Phrom  | บางขุนพรหม   | 0.924                 | подземная |            | Пхранакхон    |
| PP22 | 2027 год                   | Пханфа                  | Phan Fa          | ผ่านฟ้า       | 1.243                 | подземная |            | Пхранакхон    |
| PP23 | 2027 год                   | Самйот                  | Sam Yot          | สามยอด      | 1.033                 | подземная |            | Пхранакхон    |
| PP24 | 2027 год                   | Мемориальный мост       | Memorial Bridge  | สะพานพุทธฯ   | 2.049                 | подземная |            | Тхонбури      |
| PP25 | 2027 год                   | Вонгвианйай             | Wong Wian Yai    | วงเวียนใหญ่   | 0.954                 | подземная |            | Тхонбури      |
| PP26 | 2027 год                   | Самрэ                   | Sam Raе          | สำเหร่       | 1.509                 | подземная |            | Тхонбури      |
| PP27 | 2027 год                   | Дaукхaнонг              | Dao Khanong      | ดาวคะนอง    | 1.859                 | надземная |            | Тхонбури      |
| PP28 | 2027 год                   | Бангпакэу               | Bang Pakaeo      | บางปะแก้ว    | 0.979                 | надземная |            | Рат Бурана    |
| PP29 | 2027 год                   | Бангпакок               | Bang Pakok       | บางปะกอก    | 1.733                 | надземная |            | Рат Бурана    |
| PP30 | 2027 год                   |                         | Yeak Pacha Uthit | แยกประชาอุทิศ | 0.947                 | надземная |            | Рат Бурана    |
| PP31 | 2027 год                   |                         | Rat Burana       | ราษฎร์บูรณะ   | 0.919                 | надземная |            | Рат Бурана    |
| PP32 | 2027 год                   |                         | Phra Pradaeng    | พระประแดง   | 1.642                 | надземная |            | Пхра Прадаенг |
| PP33 | 2027 год                   |                         | Kru Nai          | ครุใน        | 1.901                 | надземная |            | Пхра Прадаенг |